# A titok (film, 2006)
A titok (eredet cím: The Secret) amerikai dokumentumfilm és a film alapján készült könyv címe. A 2006-ban megjelent és világsikert aratott film és könyv, mely számos országban megjelent, az ún. vonzás törvényéről szól, azaz arról az elképzelésről, hogy kellőképpen pozitív hozzáállással mindent elérhetünk az életben.
A film, melyet Drew Heriot rendezett és producerei Rhonda Byrne és Paul Harrington voltak, a vonzás törvényével kapcsolatos interjúkból és jelenetekből áll. DVD-n kapható, illetve pénzért letölthető a hivatalos oldalról.
A 2008-as Eurovíziós Dalfesztivál győztes dalának, a Believe-nek a dalszövege A titok alapján íródott.

## Magyarul
- A titok; ford. Cziczelszky Judit; Édesvíz, Bp., 2007

### Folytatások
- A titok, ami megváltoztatta az életem. Hétköznapi emberek sikertörténetei; ford. Szilágyi Eszter; Édesvíz, Bp., 2016
- A legnagyobb titok; ford. Hegedűs Péter; Édesvíz, Bp., 2021